# حسنعلی نجابت
حسنعلی نجابت شیرازی (زادهٔ ۱۲۹۶ – درگذشته ۱۳۶۸)، از عرفای شیعه و شاگرد سید علی قاضی طباطبایی تبریزی و محمدجواد انصاری همدانی بوده‌است.

## زندگی
حسنعلی نجابت شیرازی، در سال ۱۲۹۶ در شیراز به دنیا آمد. ایشان فرزند چهارم خانواده بودند و پدرشان حاج غلامحسین نجابت بود. وی تحصیلات ابتدایی را در شیراز گذراند و پس از آن به فراگیری دروس حوزوی پرداخت و در سن ۱۵ سالگی برای ادامه تحصیل عازم عراق شد. خود ایشان برای پسرشان نقل فرموده بودند که: «روزی در سنین کودکی (شاید در یازده سالگی) در شیراز در حرم مطهر حضرت سید میر محمد بن موسی الکاظم بودم، نور سبزی را دیدم که از مرقد حضرت سید میر محمد برخاست و به قلبم خورد و قلبم را نواخت».
در نجف پس از گذراندن سطح، معقول را نزد علی محمد بروجردی و فقه و اصول را نزد سید ابوالحسن اصفهانی، سید عبدالهادی شیرازی، علی محمد بروجردی و سید ابوالقاسم خویی گذراند و در ۲۸ سالگی به اجتهاد رسید. وی در اخلاق و عرفان شاگرد دو عارف برجسته شیعه سید علی قاضی و محمدجواد انصاری همدانی بوده است.
حسنعلی نجابت پس از بازگشت از نجف به شیراز، همراه با سید عبدالحسین دستغیب در مبارزه علیه نظام پهلوی دست داشت و همزمان با درگذشت بروجردی و شروع مبارزات سید روح‌الله خمینی در سال ۱۳۴۰، به ترویج افکار وی پرداخت. ایشان دست پنهان مبارزات روحانیت شیراز قبل از انقلاب، و ملجأ و مرجع نیروهای معتقد به خط امام پس از انقلاب بودند.
ایشان علاوه بر فعالیت‌های علمی و سیاسی، خدمات مهمی را در شهر شیراز انجام دادند که مهم‌ترین آنها تأسیس حوزهٔ علمیه ای است که به نام فرزند ایشان ـ که در جبههٔ آبادان درگذشت ـ «حوزهٔ علمیهٔ شهید محمد حسین نجابت» نام گرفته است.

## آثار
از وی آثار منتشره و غیرمنتشره زیادی بجا مانده است که کتب بصائر یا قرآن و اهل بیت، کلمه طیبه، توحید، کلمه عشق، حدیث سرو، شرح دعای رجبیه، ولایت شرعیه مطلقه فقیه، شرح زیارت شعبانیه، نظرات، اسرار حج، امامت، شرح کلمات قصار باباطاهر و ده‌ها اثر مکتوب و صدها درس مضبوط دیگر از آن جمله است.

## درگذشت
وی در شب ۱۰ بهمن ۱۳۶۸ (سوم رجب ۱۴۱۰) درگذشت و در حرم محمد بن موسی کنار قبر سید عبدالحسین دستغیب دفن گردید.